# Златна плюеща кобра
Златната плюеща кобра (Naja sumatrana) е вид змия от семейство Аспидови (Elapidae). Видът не е застрашен от изчезване.

## Разпространение и местообитание
Разпространен е в Бруней, Индонезия (Калимантан и Суматра), Малайзия (Западна Малайзия, Сабах и Саравак), Тайланд и Филипини.
Обитава гористи местности, градини и плантации.

## Описание
Популацията на вида е нарастваща.